# Liptál
Liptál (en allemand : Lipthal) est une commune du district de Vsetín, dans la région de Zlín, en République tchèque. Sa population s'élevait à 1 501 habitants en 2020.

## Géographie
Liptál se trouve à 8 km au sud-ouest de Vsetín, à 21 km à l'est-nord-est de Zlín et à 266 km à l'est-sud-est de Prague.
La commune est limitée par Ratiboř au nord, par Lhota u Vsetína à l'est, par Seninka au sud-est, par Jasenná au sud et par Všemina, Trnava et Hošťálková à l'ouest.

## Histoire
La première mention écrite du village date de 1361.